# William P. O’Neill
William P. O’Neill (* 7. Februar 1874 in South Bend, Indiana; † 1955 in Mishawaka, Indiana) war ein US-amerikanischer Politiker. Zwischen 1913 und 1917 war er Vizegouverneur des Bundesstaates Indiana.
Über William O’Neill gibt es kaum verwertbare Quellen. Sein Leben liegt weitgehend im Dunkeln. Gesichert ist, dass er Mitglied der Demokratischen Partei war. Im Jahr 1912 wurde er an der Seite von Samuel Ralston zum Vizegouverneur von Indiana gewählt. Dieses Amt bekleidete er zwischen dem 13. Januar 1913 und dem 8. Januar 1917. Dabei war er Stellvertreter des Gouverneurs und Vorsitzender des Staatssenats. Danach verliert sich seine Spur wieder.